# 賴德 (加利福尼亞州)
賴德（英語：Ryde）是位於美國加利福尼亞州薩克拉門托縣的一個非建制地區。該地的面積和人口皆未知。

## 地理
賴德的座標為38°14′19″N 121°33′38″W / 38.23861°N 121.56056°W，而該地的平均海拔高度為0米（即0英尺）。